# 12 Dywizjon Artylerii Najcięższej
12 Dywizjon Artylerii Najcięższej Motorowej (12 dan) – zmotoryzowany pododdział artylerii najcięższej Wojska Polskiego II RP.
Dywizjon nie występował w pokojowej organizacji wojska.  Zmobilizowany przez 1 pułk artylerii najcięższej.

## 12 dan w kampanii wrześniowej

### Mobilizacja
Został zmobilizowany w I rzucie mobilizacji powszechnej przez 1 pułk artylerii najcięższej 5 września z przeznaczeniem dla Armii „Prusy”. Osiągnął stan osobowy 20 oficerów i 663 podoficerów i szeregowych. Dywizjon składał się z trzech baterii uzbrojonych w dwa 220 mm moździerze wz. 1932, łącznie 6 dział, 3 ckm, 33 ciągniki C7P, samochodów: 19 osobowych, 39 ciężarowych i 37 specjalnych, 8 motocykli i 4 kuchnie polowe.

### Działania bojowe
12 dywizjon artylerii najcięższej, 6 września przeszedł do dyspozycji Sztabu Naczelnego Wodza, nocą 6/7 września 1939 roku skierowano go do rejonu Rembertowa. Otrzymał rozkaz marszu do Kurowa, gdzie przybył 7 września, napotykając 13 dywizjon artylerii najcięższej. Jeszcze tego samego dnia wyjechał do Wąwolnicy, w Kurowie był atakowany przez lotnictwo niemieckie, gdzie poniósł straty osobowe i w sprzęcie. 9 września 12 i 13 dan zostały podporządkowane dowódcy Armii „Małopolska” gen. dyw. K. Fabrycemu.        
10 września udały się w kierunku Tomaszowa Lubelskiego, przez Lublin osiągając rano 11 września, Piaski Luterskie. 12 września oba dywizjony dojechały do rejonu Zamościa. 13 września rozkazem dowódcy artylerii Armii „Kraków” dywizjony odjechały w kierunku Włodzimierza Wołyńskiego, gdzie przybyły 14 września. Zagrożone przez oddziały pancerno-motorowe niemieckiej 2 Dywizji Pancernej, która zaatakowała Zamość. 15 września oba dywizjony wyjechały przez Łuck do Dubna, które osiągnęły 16 września. Z uwagi na agresję sowiecką 17 września 12 dan podjął marsz w kierunku zachodnim. 19 września w Toporowie koło Radzichowa dołączył do Grupy „Dubno”. 21 września Grupa "Dubno" stoczyła walkę z oddziałem wydzielonym niemieckiej 4 Dywizji Lekkiej zdobywając Kamionkę Strumiłową, 12 dywizjon 22 września podjął marsz przez Batiatycze, Kupiczwolę do Mostów Wielkich, gdzie stoczył potyczkę z niemieckimi motocyklistami. Następnie po krótkim odpoczynku podjął nocny marsz przez Chlewczany, Sałasze w rejon Worochty, którą osiągnął 23 września. Po dziennym odpoczynku podjął kolejny nocny marsz w kierunku Rawy Ruskiej, rano opanowano w walce miejscowość Rzeczki. Z uwagi na zamknięcie dalszego marszu przez niemiecką 2 Dywizję Pancerną, większość Grupy „Dubno” skapitulowała 25 września. Dowódca 12 dan mjr. Toczyski wyprowadził swój dywizjon z okrążenia i pomaszerował na północ. Kilka kilometrów od Hrubieszowa 12 dan i kolumna zmotoryzowana Ośrodka  Zapasowego Saperów typ Specjalny nr 1, 26 września spotkały niespodziewanie kolumnę czołgów sowieckich, pod osłona własnej broni maszynowej dywizjon odjechał w kierunku Zamościa zajętego przez wojska niemieckie. 27 września pod Werbkowicami dowódca dywizjonu rozwiązał dywizjon po uprzednim zniszczeniu sprzętu, ciągników i samochodów.       

## Obsada personalna dywizjonu
- dowódca – mjr Aleksander A. Toczyski
- oficer łączności – ppor. rez. Mieczysław R. Lebiedziński
- dowódca 1 baterii – kpt. Leszek Juszczyk
- dowódca 2 baterii – kpt. Mieczysław Strzemień
- dowódca 3 baterii – por. Zygmunt Peitler